# Три амиго
«Три амиго» (англ. ¡Three Amigos!) — кинокомедия 1986 года режиссёра Джона Лэндиса, написанная Лорном Майклзом, Стивом Мартином и Рэнди Ньюманом и снятая в жанре вестерн. Фильм пародирует классику жанра «Великолепная семёрка» и другие фильмы этого направления.

## Сюжет
Мартин, Чеви Чейз и Мартин Шорт играют троих актёров немого кино, которых по недоразумению принимают за настоящих героев жители небольшой мексиканской деревушки, и они вынуждены искать путь к выживанию и спасению своей репутации.

## В ролях
- Стив Мартин — Лаки Дэй
- Чеви Чейз — Дасти Боттомс
- Мартин Шорт — Нэд Недерландэр
- Альфонсо Арау — Эль Гуапо
- Патрис Мартинес — Кармен
- Кай Вульф — немец
- Фрэд Аспарагус — бармен
- Джон Ловитц — Морти
- Джо Мантенья — Гарри Флуглман
- Бринк Стивенс — актриса немого кино (в титрах не указана)